# Malattia cronica
Una malattia cronica è una malattia che presenta sintomi che non si risolvono nel tempo né giungono a miglioramento. Secondo la definizione del National Commission on Chronic Illness, sono croniche tutte quelle patologie "caratterizzate da un lento e progressivo declino delle normali funzioni fisiologiche". Pur con marcate differenze fra ciascuna patologia, per un malato cronico generalmente è possibile trattare i sintomi, ma non curare la malattia. Le patologie croniche vanno dalle cardiopatie, ai tumori, alle patologie gastriche o intestinali, neurologiche, muscolo-scheletriche, e così via. Secondo l'Organizzazione mondiale della sanità, le malattie croniche costituiscono la principale causa di morte in quasi tutto il mondo, in Europa sono causa di circa l'86% dei decessi.

## Risvolti psicologici
Nel momento in cui un paziente riceve la diagnosi di una malattia cronica mette in atto un processo adattivo il cui scopo è quello di farlo convivere con la sua malattia nella modalità più consona possibile, tenendo conto delle ripercussioni fisiche, psicologiche e sociali, nonché delle possibili ricadute che caratterizzano l'andamento del processo stesso. Il modello di elaborazione del lutto proposto da Kubler-Ross, che prevede 5 fasi (negazione, collera, patteggiamento, sconforto e accettazione), è per certi versi paragonabile al processo adattivo di cui sopra. Sentimenti negativi quali il rifiuto, la rabbia, il distacco emotivo, la resa, che possono sfociare anche in gesti autolesionisti, vengono ad essere sostituiti gradualmente dalla ricerca di comportamenti che possano in qualche modo alleviare il senso di sconforto e di sconfitta sperimentati. 
Solo dopo aver trovato il giusto equilibrio tra sé e l'evento negativo, in questo caso la diagnosi di malattia cronica, il paziente riuscirà ad accettare la convivenza con la malattia. Nel processo di ristrutturazione della personalità del paziente, che a che fare anche con l'integrazione della "nuova immagine corporea ammalata", vi sono dei fattori che vanno presi in considerazione (capacità adattive, ambiente familiare e sociale, caratteristiche proprie della malattia) e nel caso in cui la malattia dovesse insorgere in età evolutiva,  un fattore da non sottovalutare poiché potrebbe incidere sulla strutturazione della personalità, è la fase evolutiva specifica in cui la malattia insorge. Alcune ricerche evidenziano che nei bambini più piccoli, il peso psicologico relativo alla malattia è influenzato dall'atteggiamento che le figure di riferimento del paziente assumono dal momento della diagnosi; ciò avviene perché i bambini non sono in grado di elaborare a livello cognitivo la loro malattia . 
In età scolare, data la maggiore  autonomia e l'inizio delle relazioni sociali che si estendono al di fuori della famiglia, il paziente potrebbe reagire in due modi: condividere con il gruppo dei pari il suo vissuto emotivo legato alla malattia e sentirsi supportato, oppure nascondere la malattia per evitare ansia e imbarazzo. Durante l'adolescenza l'insorgenza della malattia cronica risulta essere un ulteriore ostacolo in una fase della vita che già di per sé risulta molto complicata. Difatti l'adolescente con diagnosi di malattia cronica è alla continua ricerca di figure di riferimento che siano in grado di alleviare il disagio emotivo (e non solo) che la malattia comporta, ma contemporaneamente ricerca l'indipendenza e sviluppa il desiderio di creare una propria identità. Quindi da un lato il giovane paziente percepisce la malattia come un attacco all'integrità del proprio Sé, dall'altro la forte vulnerabilità sperimentata a causa della malattia rende difficile e, nei casi più gravi, impossibile il processo di separazione e di individuazione dalle figure di riferimento. Si può dedurre quindi che l'adolescente con malattia cronica incontra maggiori difficoltà nella realizzazione dei compiti evolutivi fase-specifici  rispetto ad un suo coetaneo non malato.  
I compiti evolutivi fase-specifici sono:  
- Costruzione dell'immagine corporea: la "crisi" che l'adolescente sperimenta quando abbandona l'immagine del corpo infantile per entrare nella fase della pubertà, si acuisce in presenza di una malattia cronica in quanto l'immagine di un corpo malato e quindi disfunzionale comporta angoscia e frustrazione.
- Processo di separazione e individuazione:  il desiderio di autonomia si contrappone all'esigenza di dipendere dalle figure genitoriali che, soprattutto nel caso in cui vi sia la presenza di una malattia, mostrano atteggiamenti iperprotettivi che non fanno altro che stimolare ribellione da parte dei giovani pazienti.
- Costruzione valori di riferimento: avere dei valori da perseguire è fondamentale per sviluppare un'identità stabile soprattutto per coloro che hanno una malattia cronica; i valori permettono l'inserimento nel contesto sociale.